# Округ Мид (Канзас)
Округ Мид (енгл. Meade County) је округ у америчкој савезној држави Канзас. По попису из 2010. године број становника је 4.575. Седиште округа је град Мид.

## Демографија
Према попису становништва из 2010. у округу је живело 4.575 становника, што је 56 (1,2%) становника мање него 2000. године.
| Група             | 2000.         | 2010.         |
| Белци             | 4.019 (86,8%) | 3.761 (82,2%) |
| Афроамериканци    | 18 (0,4%)     | 31 (0,7%)     |
| Азијати           | 10 (0,2%)     | 19 (0,4%)     |
| Хиспаноамериканци | 505 (10,9%)   | 676 (14,8%)   |
| Укупно            | 4.631         | 4.575         |